# Черепаново (Светловский городской округ)
 Черепаново (Адлиг Повайен до 1928, Повайен до 1946 года) — посёлок в составе муниципального образования Светловский городской округ Калининградской области.

## География
Посёлок Черепаново расположен на Самбийском полуострове, в 20 км к северо-западу от областного центра, города Калининграда.

## История
Населённый пункт Повайген основан в 1344 году, после 1540 года название употреблялось в форме Повайен.
Поселение (Адлиг Повайен до 1928, Повайен до 1946 года) входило в состав Пруссии, позднее Германии. С 1945 года в составе СССР. В 1946 году переименован в Черепаново.
В центре посёлка размещён мемориальный комплекс - Братская могила советских воинов, которая образовалась в ходе боевых действий в феврале - апреле 1945 года. Захоронено более 2 тыс. воинов. Памятник установлен в 1948 году.

## Население
В 1910 году в Адлиг Повайене проживали 186 человек.
| 2002 | 2010 |
| ---- | ---- |
| 408  | ↗577 |